# Novosedlice
Novosedlice – gmina w Czechach, w powiecie Cieplice, w kraju usteckim.
1 stycznia 2013 gmina liczyła 2346 mieszkańców.
W miejscowości jest przystanek kolejowy Novosedlice.